# 아시가수 시즌 2
아시가수 시즌 2(중국어: 我是歌手 第二季)는 중화인민공화국의 후난위성 TV와 중화민국의 갈라 텔레비전에서 방영중인 리얼리티 프로그램으로, 대한민국의 텔레비전 프로그램 《나는 가수다》의 중국 리메이크 작품이다.